# Rhadinosoma calderense
Rhadinosoma calderense är en tvåvingeart som beskrevs av Artigas 1970. Rhadinosoma calderense ingår i släktet Rhadinosoma och familjen rovflugor. Inga underarter finns listade i Catalogue of Life.